# Узбекистан на Олімпійських іграх
Узбекистан бере участь в Олімпійських іграх з 1994 року. Раніше узбецькі спортсмени виступали за СРСР і, в 1992 році, об'єднану команду. 
НОК Узбекистану організовано 1992 року й визнано МОК 1993 року. 
Узбецькі спортсмени відомі вдалими виступами в боротьбі та боксі. Узбекистан має одну золоту медаль із зимового виду спорту фристайлу. Її принесла Ліна Черязова на зимовій Олімпіаді 1994.

## Таблиці медалей

### Медалі літніх Ігор
| Ігри         | Золото | Срібло | Бронза | Загалом |
| Атланта 1996 | 0      | 1      | 1      | 2       |
| Сідней 2000  | 1      | 1      | 2      | 4       |
| Афіни 2004   | 2      | 1      | 2      | 5       |
| Пекін 2008   | 1      | 2      | 3      | 6       |
| Усього       | 4      | 5      | 8      | 17      |

### Медалі зимових Ігор
| Ігри                | Золото | Срібло | Бронза | Загалом |
| Ліллехаммер 1994    | 1      | 0      | 0      | 1       |
| Нагано 1998         | 0      | 0      | 0      | 0       |
| Солт-Лейк-Сіті 2002 | 0      | 0      | 0      | 0       |
| Турин 2006          | 0      | 0      | 0      | 0       |
| Ванкувер 2010       | 0      | 0      | 0      | 0       |
| Усього              | 1      | 0      | 0      | 1       |

### Медалі за видами спорту
| Вид спорту | Золото | Срібло | Бронза | Загалом |
| Боротьба   | 3      | 3      | 0      | 6       |
| Бокс       | 1      | 0      | 5      | 6       |
| Фристайл   | 1      | 0      | 0      | 1       |
| Дзюдо      | 0      | 2      | 1      | 3       |
| Гімнастика | 0      | 0      | 2      | 2       |
| Усього     | 5      | 5      | 8      | 18      |